# Józef Dąbrowski (nauczyciel)
Józef Dąbrowski (ur. 8 września 1897 w Jeziernej, zm. 28 stycznia 1956 w Sanoku) – polski nauczyciel, burmistrz i przewodniczący MRN w Sanoku.

## Życiorys
Józef Dąbrowski urodził się 8 września 1897 w Jeziernej. Był synem Jana i Marii z domu Świątkiewicz. W rodzinnej miejscowości uczył się w szkole podstawowej. U kresu I wojny światowej w listopadzie 1918 jako szeregowy uczestniczył w obronie Lwowa w 1918 w trakcie wojny polsko-ukraińskiej. W Wojsku Polskim ukończył czwarty kurs polskiej rachunkowości wojskowej przy Intendenturze Kwatermistrzostwa Dowództwa Frontu Galicyjsko-Wołyńskiego we Lwowie, trwający od 11 lipca do 1 sierpnia 1919.
Po odzyskaniu przez Polskę niepodległości 22 sierpnia 1922 w kościele św. Elżbiety we Lwowie poślubił Janinę Urszulę Łazarewicz herbu Kościesza (także uczestniczka obrony Lwowa w 1918). U zarania II Rzeczypospolitej wraz z żoną osiedlił się w Sanoku. Tam kształcił się w Seminarium Nauczycielskim, gdzie 24 czerwca 1924 zdał egzamin dojrzałości. Został nauczycielem i pracował w tym zawodzie. Od 1923 do 1933 był nauczycielem w szkole powszechnej w Chołoniowie. W 1927 został absolwentem Wyższego Kursu Nauczycielskiego we Lwowie. Od 1 lutego 1933 do 1939 był nauczycielem i kierownikiem Szkoły Powszechnej w Sieniawie. Został mianowany członkiem Państwowej Komisji Egzaminacyjnej Rejonu IV w Krośnie na czas od 1 stycznia 1935 do 31 grudnia 1937.
Po wybuchu II wojny światowej i nastaniu okupacji niemieckiej był pozbawiony pracy w zawodzie nauczyciela do 4 maja 1941. Od 5 maja 1941 pracował w szkole polskiej w Besku. Od 1 sierpnia 1942 do 31 sierpnia 1944 był nauczycielem i kierownikiem szkoły w Zagórzu. W tym okresie został mianowany mężem zaufania w Zagórzu przez działającą w ramach tajnego nauczania Powiatową Komisji Oświaty i Kultury (PKOiK).
Po nadejściu frontu wschodniego, zakończeniu działań wojennych i nastaniu Polski Ludowej od 7 października 1944 do 1 grudnia 1946 pracował jako nauczyciel w 7-klasowej męskiej Szkole Powszechnej im. Króla Władysława Jagiełły w Sanoku. Od 1 stycznia 1947 do 31 maja 1949 był nauczycielem i kierownikiem trzyletniej Państwowej Szkoły Podstawowej dla Dorosłych w Sanoku (urlopowany ze stanowiska). Został kierownikiem funkcjonującego od 1951 Powiatowego Ośrodka Metodycznego w Sanoku. W trakcie pracy nauczycielskiej ukończył kursy zawodowe.

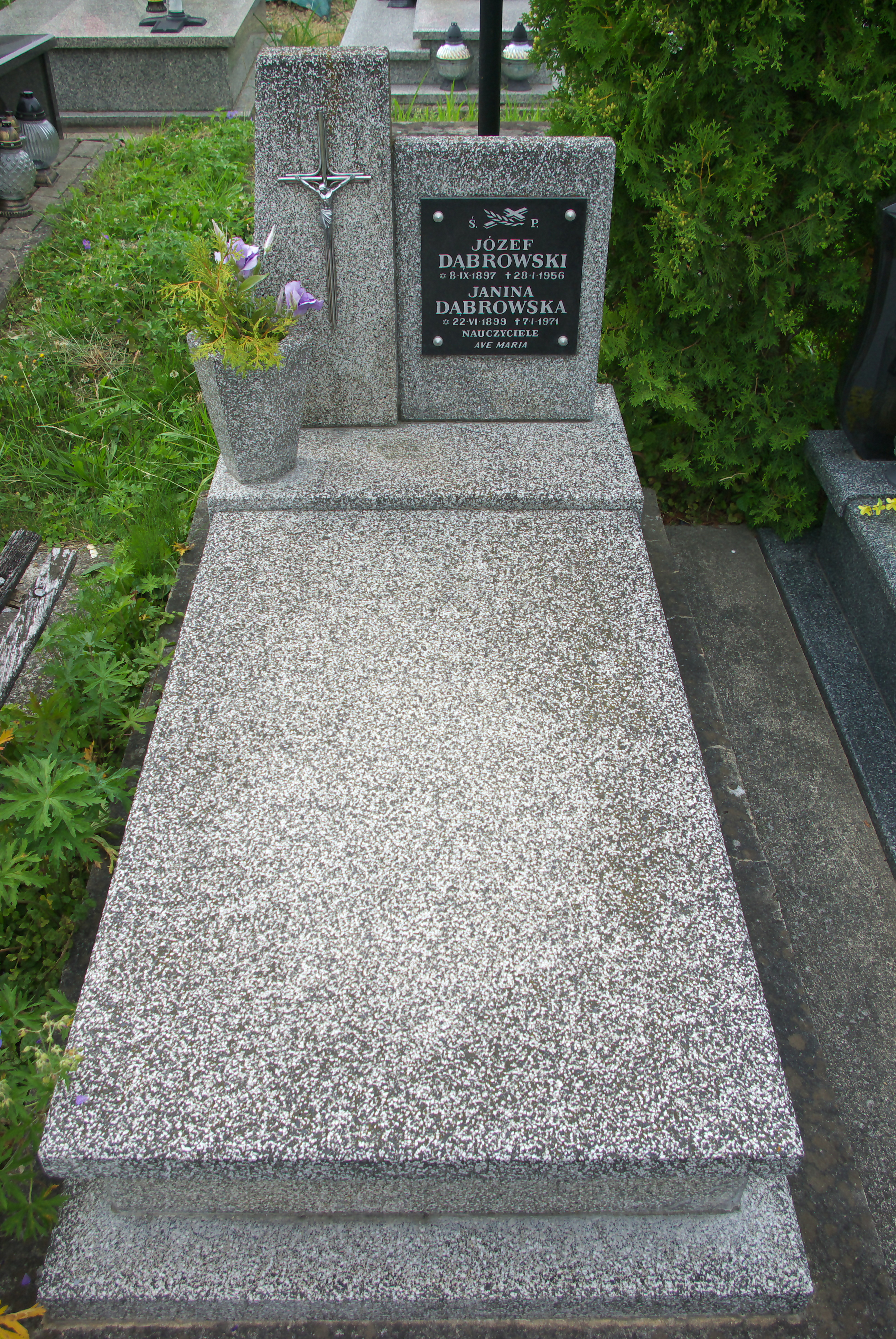
Nagrobek Józefa i Janiny Dąbrowskich

Od 15 października 1946 z ramienia PPS był członkiem zarządu miejskiego w Sanoku w okresie urzędowania burmistrza Michała Hipnera. Po rezygnacji tegoż (31 stycznia 1949), w dniu 25 marca 1949 Dąbrowski został wybrany burmistrzem Sanoka (wybór zatwierdzono na szczeblu wojewódzkim 6 maja 1949) i sprawował to stanowisko od 14 lub 15 maja 1949 do 30 czerwca 1950, według innego źródła do czasu rozwiązania zarządu miejskiego w dniu 26 maja 1950. Był ostatnią osobą piastującą ten urząd w okresie PRL z uwagi na wejście w życie Ustawy z 20 marca 1950 o terenowych organach jednolitej władzy państwowej, na mocy której likwidacji uległy zarządu miejskie i posady burmistrzów. Po wprowadzeniu nowego prawa został wybrany przewodniczącym Prezydium MRN w Sanoku 22 czerwca 1950 i pełnił tę funkcję od 30 czerwca 1950 do 31 grudnia 1951. W okresie sprawowania przez niego władzy swój rozwój zyskały przedsiębiorstwa komunalne, dokonano poprawy stanu ulic i placów (prowadzono brukowanie ulic), doprowadzono gaz i wodę do mieszkań, budowano obiekty użyteczności publicznej. Z posady przewodniczącego MRN został zdymisjonowany.
Od 1 lutego 1952 do śmierci był kierownikiem Powiatowego Ośrodka Doskonalenia Kadr w Sanoku. W Sanoku zamieszkiwał z żoną w domu przy ulicy Jana Matejki 12. Zmarł 28 stycznia 1956. Został pochowany na cmentarzu przy ul. Jana Matejki w Sanoku 30 stycznia 1956. Jego żona Janina (1899-1971) do końca życia zamieszkiwała przy ul. Matejki 6, spoczęła na cmentarzu w Sanoku obok męża. Miał syna.

## Odznaczenia
- Medal Dziesięciolecia Odzyskanej Niepodległości[2]
- Medal za Długoletnią Służbę[2]
- inne odznaczenia, wyróżnienia i nagrody[2]